# Kevin Sullivan (réalisateur)
Pour les articles homonymes, voir Kevin Sullivan (homonymie) et Sullivan.
Kevin Sullivan est un réalisateur, producteur et scénariste canadien né en 1955 à Toronto. Il est principalement connu pour avoir réalisé et produit la saga Le Bonheur au bout du chemin.

## Filmographie

### Réalisateur
- 1980 : Krieghoff
- 1983 : The Wild Pony
- 1985 : Le Bonheur au bout du chemin
- 1987 : Le Bonheur au bout du chemin 2
- 1989 : Looking for Miracles
- 1989 : Lantern Hill
- 2003 : The Piano Man's Daughter
- 2005 : Anne: Journey to Green Gables
- 2008 : Mozart Decoded
- 2008 : Magic Flute Diaries
- 2008 : Anne... la maison aux pignons verts : un nouveau commencement
- 2012 : Out of the Shadows

### Producteur
- 1980 : Kreighoff
- 1983 : The Wild Pony
- 1985 : Le Bonheur au bout du chemin
- 1987 : Le Bonheur au bout du chemin 2
- 1989 : Looking for Miracles
- 1989 : Lantern Hill
- 1990-1996 : Les Contes d'Avonlea (91 épisodes)
- 1992 : By Way of the Stars
- 1995 : Butterbox Babies
- 1996 : Chercheurs d'or
- 1996 : Under the Piano
- 1996-2001 : Wind at My Back (65 épisodes)
- 1997 : Promise the Moon
- 1998 : Happy Christmas, Miss King
- 1998 : Sleeping Dogs Lie
- 1999 : La Terre des passions
- 2000 : Super Rupert
- 2000 : Anne... la maison aux pignons verts (6 épisodes)
- 2000 : Le Bonheur au bout du chemin 3
- 2001 : A Wind at My Back Christmas
- 2003 : The Piano Man's Daughter
- 2005 : Anne: Journey to Green Gables
- 2008 : Mozart Decoded
- 2008 : Magic Flute Diaries
- 2008 : Anne... la maison aux pignons verts : un nouveau commencement

### Scénariste
- 1980 : Kreighoff
- 1983 : The Wild Pony
- 1985 : Le Bonheur au bout du chemin
- 1987 : Le Bonheur au bout du chemin 2
- 1989 : Looking for Miracles
- 1989 : Lantern Hill
- 1996-2001 : Wind at My Back (65 épisodes)
- 2000 : Anne... la maison aux pignons verts (1 épisode)
- 2000 : Le Bonheur au bout du chemin 3
- 2003 : The Piano Man's Daughter
- 2005 : Anne: Journey to Green Gables
- 2008 : Mozart Decoded
- 2008 : Magic Flute Diaries
- 2008 : Anne... la maison aux pignons verts : un nouveau commencement
- 2012 : Out of the Shadows